# تسرنا بارا (چوکا)
تسرنا بارا (به صربی: Crna Bara) یک منطقهٔ مسکونی در صربستان است که در Čoka Municipality واقع شده‌است. تسرنا بارا ۵۶۸ نفر جمعیت دارد.